# Zoo e Giardino botanico di Budapest
Lo Zoo e Giardino botanico di Budapest (in ungherese: Fővárosi Állat- és Növénykert) è il più antico giardino zoologico d'Ungheria, nonché uno dei più antichi al mondo, situato nel distretto Zugló di Budapest.
Vi si possono ammirare 3.500 specie di piante e 750 specie di animali con 5.000 esemplari.

## Storia
Fu il primo zoo istituito in Ungheria. Venne aperto al pubblico il 9 agosto 1886 e vi si potevano ammirare circa 500 animali. Nel 1907 la compagnia che gestiva lo zoo fallì a causa dei pochi visitatori. Venne allora acquistato dall'amministrazione cittadina che lo restaurò e lo riaprì nel 1912. Venne ricostruito dopo i bombardamenti della seconda guerra mondiale e riaprì nel 1949, nuovamente restaurato e ripopolato. Sorge vicino a Piazza degli Eroi e alle terme di Széchényi. Nel 1986 divenne una riserva naturale che si attualmente si estende per 11 ettari. Nel 1990 vennero creati degli habitat adatti ad ogni specie di animali.

## Descrizione
La sua architettura è costituita da un'entrata in stile Art Nouveau, edifici liberty, statue e alberi esotici, la casa degli elefanti in stile medio-orientale, la casa delle giraffe in stile africano, la casa dei coccodrilli in stile indiano. Vi è poi la casa australiana, la casa delle palme, il padiglione dei pipistrelli e quello delle farfalle giganti. Lo zoo si divide in settori pari al numero dei continenti. Una sezione è dedicata ai bambini che possono accarezzare i cuccioli di alcune specie e dare da mangiare a capre e pecore. Nel parco si trova anche un parco di divertimenti a tema Holnemvolt Park, Il parco di C'era una volta.